# مروان كبها
مروان كبها (بالعبرية: מרואן כבהא‏) (23 فبراير 1991 ببسمة في إسرائيل - ) هو لاعب كرة قدم إسرائيلي في مركز الوسط. شارك مع منتخب إسرائيل تحت 21 سنة لكرة القدم. أما مع النوادي، فقد لعب مع نادي ماريبور ومكابي بتاح تكفا.

## مسيرته الكرويّة
كبها لعب في فرق الاولاد والشباب ل "مكابي تل ابيب و "مكابي برقية " ووصل لعمر 17 سنة في فرقة شباب "مكابي بيتح تكفا".
في 3 نيسان عام 2010 ظهر لأول مرة بالدوري الدرجة العليا، بتعادل 2-2 امام "هبوعيل "عكا، عندما دخل كبديل في الدقيقة 90 في المباراة.
في  عام 31.7.2010  سجل هدفه الأول مع فرقة الكبار، بفوز 3-1 ضد "هبوعيل رمات جان" في كأس التوتو.
في عام 2011/2012 تحول إلى جزء مهم في التشكيلة الأساسيّة للفريق.
في 17.9.2011 سجّل هدفه الأول بالدوري بالدرجة العليا، بتعادل 1-1 ضد "هبوعيل بيتح تكفا"،  كان مشارك في هبوط الفريق في نهاية الموسم الى دوري الدرجة الممتازة .
في 14.9.2012 تلقى أول بطاقة حمراء في مسيرته الكروية، بفوز 1-0 امام "هبوعيل كفار سابا ".وفي نهاية موسم 2012/2013 عاد مع "مكابي بيتح تكفا "لدوري الدرجة العليا
في  عام 26.5.2015 يوقّع لثلاثة سنوات مع فريق ماريبور، بطل "سلوفينيا ". في 14.7.2015 ظهر أول مرة مع "ماريبور" بفوز 1-0 ضد فريق "استنى" بإطار تأهيلي لدوري الأبطال.
في سنته الأولى في فريقه سجّل هدف واحد خلال 30 مشاركة له في دوري الدرجة العيل السلوفيني، وحصل على الكأس مع الفريق.
في سنته الثانية في الفريق سجل هدف واحد خلال 20 مشاركة في الدوري وحصل معه بالبطولة، وفي صيف 2017 تأهل معه لمرحلة البيوت في دوري الأبطال، بعد المباريات التأهيلية أقصت "هبوعيل بئر السبع".
في 31.1.2018 عاد لإسرائيل وقّع لأربع سنوات ونصف مع "هبوعيل بئر السبع".
في 10.3.2018 سجل هدفه الأول مع الفريق, بفوز 2-0 على ابناء سخنين
بالمعدل سجل هدف واحد في 11 مشاركة حتى نهاية موسم 2017/2018، وحصل مع الفريق على الدوري. في عام  2018/2019   ظهر 32 مرة في الدوري وسجل هدف واحد.
في  عام 28.7.2021 يوقع مع ابناء سخنين.

## المسيرة الكروية الدولية
لحساب كبها 14 ظهور في منتخب الصغار "لإسرائيل "حتى عمر 21.
في 17.11.2010 خاض أول مباراة له في منتخب الشباب ، بفوز 2-1 ضد "بيلاروس "، انضم معهم ايضا ببطولة اوروبا للمنتخبات الشباب التي تمت في اسرائيل بشهر 6 في 2013، وفي ظهوره الأخير بمنتخب الشباب . وخاض المباراة الاولى في التصفيات، والتي انتهت بتعادل 2-2 ضد "النرويج" .
في 26.8.2017 استدعي لأول مرة في منتخب اسرائيل للكبار، وفي ظهوره الأول في 2.9.2017 خاض مباراة ضد "مقدونيا "بإطار قبل مونديال 2018 . 

## وصلات خارجية
- مروان كبها على موقع الاتحاد الأوربي (الإنجليزية)
- مروان كبها على موقع ناشيونال فوتبول تيمز (الإنجليزية)
- مروان كبها على موقع Soccerway.com (الإنجليزية)
- مروان كبها على موقع عالم كرة القدم.نت (الإنجليزية)